# Liga BFA 2019 - Elite
A Liga BFA 2019 - Elite foi a quarta edição unificada do campeonato de futebol americano do Brasil correspondente à primeira divisão nacional. Foi a terceira edição na qual a Liga Brasil Futebol Americano foi a organizadora da competição sob chancela da Confederação Brasileira de Futebol Americano (CBFA).
O João Pessoa Espectros derrotou o Timbó Rex no Brasil Bowl X em Blumenau e conquistou seu segundo título nacional.

## Fórmula de disputa
Os times foram divididos em quatro conferências: Sul, Sudeste, Centro-Oeste e Nordeste. Na Temporada Regular só houve confrontos entre times das mesmas conferências. Os mandos de campo dos Playoffs foram sempre dos times com melhores campanhas
- A Conferência Sul teve sete times no qual todos jogaram contra todos. Os quatro melhores times avançaram aos Playoffs, com o primeiro recebendo o quarto colocado e o segundo recebendo o terceiro. Os vencedores avançaram para a final de conferência. O campeão da conferência enfrentou o campeão da Conferência Centro-Oeste na Semifinal Nacional.

- Na Conferência Sudeste foram dez times divididos em dois grupos: A e B. Os times enfrentaram os adversários dentro de seu próprio grupo e dois times do outro grupo. O vencedor de cada grupo se classificou diretamente aos Playoffs, juntamente com os dois times de melhor campanha, independente do grupo. O vencedor do grupo de melhor campanha recebendo o quarto colocado e o outro vencedor de grupo recebendo o terceiro. O campeão da conferência enfrentou o campeão da Conferência Nordeste na Semifinal Nacional.

- Na Conferência Centro-Oeste foram oito times divididos em dois grupos: Centro e Oeste. Os times enfrentaram os adversários dentro de seu próprio grupo com jogos de ida e volta. Os dois melhores colocados de cada grupo avançaram aos Playoffs, com o primeiro recebendo o segundo colocado do outro grupo. Os vencedores avançaram para a final de conferência.

- Na Conferência Nordeste foram oito times divididos em dois grupos: Norte e Sul. Os times jogaram contra todos os adversários do mesmo grupo, tendo um confronto repetido dentro do grupo, e contra dois adversários do outro grupo. As quatro melhores equipes, independente do grupo, classificaram-se aos Playoffs com o primeiro recebendo o quarto colocado e o segundo recebendo o terceiro. Os vencedores avançaram para a final de conferência.

A pior equipe de cada conferência foi rebaixada para a Liga BFA 2020 - Acesso.
Os vencedores das Semifinais Nacionais fizeram a grande final, o Brasil Bowl X, com a prioridade de mando de campo das conferências nesta ordem: Sul, Sudeste, Centro-Oeste e Nordeste.

### Critérios de desempate
Em caso de empate no número de vitórias, a classificação das equipes, dentro dos grupos, como também dentro de cada conferência se deu pelos seguintes critérios, na ordem abaixo:
a) No caso de empate entre duas equipes: 
1. Vitória no confronto direto;
2. Maior força de tabela (que é a porcentagem obtida da razão entre o número total de vitórias pelo número total de partidas disputadas, de todos os adversários enfrentados por ela, na temporada regular);
3. Menor número de touchdowns cedidos.

b) No caso de empate entre mais de duas equipes, ou caso duas equipes empatadas não tivessem confronto direto para desempate:
1. Maior força de tabela entre as equipes empatadas;
2. Maior número de vitórias nos confrontos entre as equipes empatadas;
3. Menor número de touchdowns cedidos.
4. Sorteio

## Equipes participantes
Este torneio contou com a participação de 33 equipes em suas quatro conferências. Disputaram as 27 equipes que participaram da elite nacional em 2018, mais as quatro equipes que garantiram acesso através da Liga Nacional de 2018 e da Liga Nordeste de 2018, e uma equipe convidada, o Macaé Oilers, para ocupar a vaga do Botafogo Reptiles, que foi incorporado pelo Vasco Almirantes, antigo Patriotas; e mais uma equipe da Conferência Centro-Oeste para adequação dos grupos, o Sinop Coyotes.
| Conferência Sul | Conferência Sul | Conferência Sudeste                                                                                  | Conferência Sudeste                                                                                       |
| --- | --- | --- | --- |
| - Coritiba Crocodiles - Gaspar Black Hawks - Jaraguá Breakers - Paraná HP - Santa Maria Soldiers - São José Istepôs - Timbó Rex | - Coritiba Crocodiles - Gaspar Black Hawks - Jaraguá Breakers - Paraná HP - Santa Maria Soldiers - São José Istepôs - Timbó Rex | Grupo A - Flamengo Imperadores - Galo FA - Macaé Oilers - Portuguesa FA - Ribeirão Preto Challengers | Grupo B - América Locomotiva - Corinthians Steamrollers - São Paulo Storm - Tritões FA - Vasco Almirantes |
| Conferência Centro-Oeste | Conferência Centro-Oeste | Conferência Nordeste                                                                                 | Conferência Nordeste                                                                                      |
| Grupo Centro - Brasília Templários - Campo Grande Predadores - Leões de Judá - Tubarões do Cerrado                              | Grupo Oeste - Cuiabá Arsenal - Rondonópolis Hawks - Sinop Coyotes - Sorriso Hornets                                             | Grupo Norte - Bulls Potiguares - Ceará Caçadores - Natal Scorpions - UFERSA Petroleiros              | Grupo Sul - Cavalaria 2 de Julho - João Pessoa Espectros - Recife Mariners - Santa Cruz Pirates           |

## Classificação da Temporada Regular
Classificados para os Playoffs estão marcados em verde e em rosa o rebaixado à Liga BFA 2020 - Acesso.

### Conferência Sul
| Pos | Times                | V | E | D | PCT  | PF  | PS  | SP   |
| --- | -------------------- | - | - | - | ---- | --- | --- | ---- |
| 1   | Timbó Rex            | 5 | 0 | 1 | .833 | 151 | 61  | 90   |
| 2   | Santa Maria Soldiers | 5 | 0 | 1 | .833 | 102 | 51  | 51   |
| 3   | Gaspar Black Hawks   | 4 | 0 | 2 | .667 | 94  | 86  | 8    |
| 4   | Paraná HP            | 3 | 0 | 3 | .500 | 63  | 115 | -52  |
| 5   | Coritiba Crocodiles  | 3 | 0 | 3 | .500 | 136 | 50  | 86   |
| 6   | Jaraguá Breakers     | 1 | 0 | 5 | .167 | 32  | 154 | -122 |
| 7   | São José Istepôs     | 0 | 0 | 6 | .000 | 38  | 99  | -61  |

### Conferência Sudeste
O símbolo # indicada a classificação dentro da conferência.
Grupo A
| Pos | Times                      | V | E | D | PCT   | PF  | PS  | SP   |
| --- | -------------------------- | - | - | - | ----- | --- | --- | ---- |
| 1   | Galo FA #1                 | 6 | 0 | 0 | 1.000 | 181 | 42  | 139  |
| 2   | Portuguesa FA #3           | 5 | 0 | 1 | .833  | 214 | 76  | 138  |
| 3   | Flamengo Imperadores       | 3 | 0 | 3 | .500  | 135 | 99  | 36   |
| 4   | Ribeirão Preto Challengers | 2 | 0 | 4 | .333  | 72  | 169 | -97  |
| 5   | Macaé Oilers               | 0 | 0 | 6 | .000  | 74  | 204 | -130 |

Grupo B
| Pos | Times                    | V | E | D | PCT   | PF  | PS  | SP  |
| --- | ------------------------ | - | - | - | ----- | --- | --- | --- |
| 1   | Vasco Almirantes #2      | 6 | 0 | 0 | 1.000 | 207 | 61  | 146 |
| 2   | Tritões FA #4            | 4 | 0 | 2 | .833  | 151 | 130 | 21  |
| 3   | América Locomotiva       | 2 | 0 | 4 | .333  | 81  | 179 | -98 |
| 4   | São Paulo Storm          | 1 | 0 | 5 | .167  | 53  | 146 | -93 |
| 5   | Corinthians Steamrollers | 1 | 0 | 5 | .167  | 104 | 166 | -62 |

### Conferência Centro-Oeste
Grupo Centro
| Pos | Times                   | V | E | D | PCT   | PF  | PS  | SP   |
| --- | ----------------------- | - | - | - | ----- | --- | --- | ---- |
| 1   | Tubarões do Cerrado     | 6 | 0 | 0 | 1.000 | 352 | 24  | 328  |
| 2   | Leões de Judá           | 4 | 0 | 2 | .667  | 153 | 112 | 41   |
| 3   | Campo Grande Predadores | 2 | 0 | 4 | .333  | 191 | 145 | -46  |
| 4   | Brasília Templários     | 0 | 0 | 6 | .000  | 0   | 415 | -415 |

Grupo Oeste
| Pos | Times              | V | E | D | PCT  | PF  | PS  | SP   |
| --- | ------------------ | - | - | - | ---- | --- | --- | ---- |
| 1   | Cuiabá Arsenal     | 5 | 0 | 1 | .833 | 120 | 92  | 28   |
| 2   | Sorriso Hornets    | 4 | 0 | 2 | .667 | 116 | 80  | 36   |
| 3   | Rondonópolis Hawks | 3 | 0 | 3 | .500 | 185 | 142 | 43   |
| 4   | Sinop Coyotes      | 0 | 0 | 6 | .000 | 82  | 189 | -107 |

### Conferência Nordeste
O símbolo # indicada a classificação dentro da conferência.
Grupo Norte
| Pos | Times               | V | E | D | PCT  | PF  | PS  | SP   |
| --- | ------------------- | - | - | - | ---- | --- | --- | ---- |
| 1   | Ceará Caçadores #3  | 4 | 0 | 2 | .667 | 232 | 123 | 109  |
| 2   | Bulls Potiguares #4 | 3 | 0 | 3 | .500 | 162 | 146 | 16   |
| 3   | UFERSA Petroleiros  | 2 | 0 | 4 | .333 | 78  | 151 | -73  |
| 4   | Natal Scorpions     | 0 | 0 | 6 | .000 | 22  | 239 | -217 |

Grupo Sul
| Pos | Times                    | V | E | D | PCT   | PF  | PS  | SP  |
| --- | ------------------------ | - | - | - | ----- | --- | --- | --- |
| 1   | Recife Mariners #1       | 6 | 0 | 0 | 1.000 | 207 | 93  | 114 |
| 2   | João Pessoa Espectros #2 | 5 | 0 | 1 | .833  | 276 | 76  | 200 |
| 3   | Cavalaria 2 de Julho     | 2 | 0 | 4 | .333  | 79  | 136 | -57 |
| 4   | Santa Cruz Pirates       | 2 | 0 | 4 | .333  | 85  | 177 | -92 |

## Playoffs
Em itálico, os times que possuem o mando de campo e em negrito os times classificados.
 Campeões de Conferência.
|  | Semifinal de Conferência | Semifinal de Conferência | Semifinal de Conferência |    |    | Final de Conferência | Final de Conferência | Final de Conferência |  |  | Semifinal Nacional | Semifinal Nacional | Semifinal Nacional |  |  | Brasil Bowl | Brasil Bowl | Brasil Bowl |
|  |                          |                          |                          |    |    |                      |                      |                      |  |  |                    |                    |                    |  |  |             |             |             |
|  | 1                        | Timbó Rex                | 26                       |    |    |                      |                      |                      |  |  |                    |                    |                    |  |  |             |             |             |
|  | 4                        | Paraná HP                | 07                       |    |    |                      |                      |                      |  |  |                    |                    |                    |  |  |             |             |             |
|  | 4                        | Paraná HP                | 07                       |    |    | Timbó Rex            | 48                   |                      |  |  |                    |                    |                    |  |  |             |             |             |
|  |                          |                          |                          |    |    | Timbó Rex            | 48                   |                      |  |  |                    |                    |                    |  |  |             |             |             |
|  |                          |                          | Santa Maria Soldiers     | 28 |    |                      |                      |                      |  |  |                    |                    |                    |  |  |             |             |             |
|  | 2                        | Santa Maria Soldiers     | Santa Maria Soldiers     | 28 | 20 |                      |                      |                      |  |  |                    |                    |                    |  |  |             |             |             |
|  | 2                        | Santa Maria Soldiers     |                          |    | 20 |                      |                      |                      |  |  |                    |                    |                    |  |  |             |             |             |
|  | 3                        | Gaspar Black Hawks       | 12                       |    |    |                      |                      |                      |  |  |                    |                    |                    |  |  |             |             |             |
|  | 3                        | Gaspar Black Hawks       | 12                       |    |    |                      |                      |                      |  |  | Timbó Rex          | 31                 |                    |  |  |             |             |             |
|  |                          |                          |                          |    |    |                      |                      |                      |  |  | Timbó Rex          | 31                 |                    |  |  |             |             |             |
|  |                          |                          | Tubarões do Cerrado      | 6  |    |                      |                      |                      |  |  |                    |                    |                    |  |  |             |             |             |
|  | 1                        | Tubarões do Cerrado      | Tubarões do Cerrado      | 6  | 27 |                      |                      |                      |  |  |                    |                    |                    |  |  |             |             |             |
|  | 1                        | Tubarões do Cerrado      |                          |    | 27 |                      |                      |                      |  |  |                    |                    |                    |  |  |             |             |             |
|  | 4                        | Sorriso Hornets          | 20                       |    |    |                      |                      |                      |  |  |                    |                    |                    |  |  |             |             |             |
|  | 4                        | Sorriso Hornets          | 20                       |    |    | Tubarões do Cerrado  | 60                   |                      |  |  |                    |                    |                    |  |  |             |             |             |
|  |                          |                          |                          |    |    | Tubarões do Cerrado  | 60                   |                      |  |  |                    |                    |                    |  |  |             |             |             |
|  |                          |                          | Cuiabá Arsenal           | 14 |    |                      |                      |                      |  |  |                    |                    |                    |  |  |             |             |             |
|  | 2                        | Cuiabá Arsenal           | Cuiabá Arsenal           | 14 | 30 |                      |                      |                      |  |  |                    |                    |                    |  |  |             |             |             |
|  | 2                        | Cuiabá Arsenal           |                          |    | 30 |                      |                      |                      |  |  |                    |                    |                    |  |  |             |             |             |
|  | 3                        | Leões de Judá            | 00                       |    |    |                      |                      |                      |  |  |                    |                    |                    |  |  |             |             |             |
|  | 3                        | Leões de Judá            | 00                       |    |    |                      |                      |                      |  |  |                    |                    |                    |  |  | Timbó Rex   | 21          |             |
|  |                          |                          |                          |    |    |                      |                      |                      |  |  |                    |                    |                    |  |  | Timbó Rex   | 21          |             |
|  |                          |                          | João Pessoa Espectros    | 45 |    |                      |                      |                      |  |  |                    |                    |                    |  |  |             |             |             |
|  | 1                        | Galo FA                  | João Pessoa Espectros    | 45 | 63 |                      |                      |                      |  |  |                    |                    |                    |  |  |             |             |             |
|  | 1                        | Galo FA                  |                          |    | 63 |                      |                      |                      |  |  |                    |                    |                    |  |  |             |             |             |
|  | 4                        | Tritões FA               | 00                       |    |    |                      |                      |                      |  |  |                    |                    |                    |  |  |             |             |             |
|  | 4                        | Tritões FA               | 00                       |    |    | Galo FA              | 27                   |                      |  |  |                    |                    |                    |  |  |             |             |             |
|  |                          |                          |                          |    |    | Galo FA              | 27                   |                      |  |  |                    |                    |                    |  |  |             |             |             |
|  |                          |                          | Vasco Almirantes         | 00 |    |                      |                      |                      |  |  |                    |                    |                    |  |  |             |             |             |
|  | 2                        | Vasco Almirantes         | Vasco Almirantes         | 00 | 28 |                      |                      |                      |  |  |                    |                    |                    |  |  |             |             |             |
|  | 2                        | Vasco Almirantes         |                          |    | 28 |                      |                      |                      |  |  |                    |                    |                    |  |  |             |             |             |
|  | 3                        | Portuguesa FA            | 14                       |    |    |                      |                      |                      |  |  |                    |                    |                    |  |  |             |             |             |
|  | 3                        | Portuguesa FA            | 14                       |    |    |                      |                      |                      |  |  | Galo FA            | 7                  |                    |  |  |             |             |             |
|  |                          |                          |                          |    |    |                      |                      |                      |  |  | Galo FA            | 7                  |                    |  |  |             |             |             |
|  |                          |                          | João Pessoa Espectros    | 20 |    |                      |                      |                      |  |  |                    |                    |                    |  |  |             |             |             |
|  | 1                        | Recife Mariners          | João Pessoa Espectros    | 20 | 33 |                      |                      |                      |  |  |                    |                    |                    |  |  |             |             |             |
|  | 1                        | Recife Mariners          |                          |    | 33 |                      |                      |                      |  |  |                    |                    |                    |  |  |             |             |             |
|  | 4                        | Bulls Potiguares         | 00                       |    |    |                      |                      |                      |  |  |                    |                    |                    |  |  |             |             |             |
|  | 4                        | Bulls Potiguares         | 00                       |    |    | Recife Mariners      | 12                   |                      |  |  |                    |                    |                    |  |  |             |             |             |
|  |                          |                          |                          |    |    | Recife Mariners      | 12                   |                      |  |  |                    |                    |                    |  |  |             |             |             |
|  |                          |                          | João Pessoa Espectros    | 26 |    |                      |                      |                      |  |  |                    |                    |                    |  |  |             |             |             |
|  | 2                        | João Pessoa Espectros    | João Pessoa Espectros    | 26 | 10 |                      |                      |                      |  |  |                    |                    |                    |  |  |             |             |             |
|  | 2                        | João Pessoa Espectros    |                          |    | 10 |                      |                      |                      |  |  |                    |                    |                    |  |  |             |             |             |
|  | 3                        | Ceará Caçadores          | 07                       |    |    |                      |                      |                      |  |  |                    |                    |                    |  |  |             |             |             |

## Brasil Bowl X
| 14 de dezembro 15:00 UTC -3 | Relatório | Timbó Rex                               | 21–45 | João Pessoa Espectros |  | Complexo Esportivo Bernardo Werner, Blumenau | ESPN Brasil |
| 14 de dezembro 15:00 UTC -3 | Relatório | Placar por quarto: 7-17, 7-21, 7-0, 0-7 |       |                       |  | Complexo Esportivo Bernardo Werner, Blumenau | ESPN Brasil |

## Premiações
| Brasil Bowl X                             |
| Paraíba                                   |
| ----------------------------------------- |
| João Pessoa Espectros Campeão (2º título) |

| Conferência Sul               |
| Santa Catarina                |
| ----------------------------- |
| Timbó Rex Campeão (5º título) |

| Conferência Sudeste         |
| Minas Gerais                |
| --------------------------- |
| Galo FA Campeão (3º título) |

| Conferência Centro-Oeste                |
| Distrito Federal (Brasil)               |
| --------------------------------------- |
| Tubarões do Cerrado Campeão (2º título) |

| Conferência Nordeste (Nordeste Bowl X)     |
| Paraíba                                    |
| ------------------------------------------ |
| João Pessoa Espectros Campeão (10º título) |